# Alex Bruce
Alex Stephen Bruce (ur. 28 września 1984 w Norwich) – angielski piłkarz występujący na pozycji obrońcy w Wigan Athletic, reprezentant Irlandii i Irlandii Północnej. Syn Steve’a Bruce’a.